# Starland Vocal Band
Starland Vocal Band foi uma banda pop norte-americana, conhecida principalmente por "Afternoon Delight", um dos maiores sucessos de vendas de singles em 1976. Teve como membros: Bill Danoff, Taffy Nivert, Jon Carroll e Margot Chapman.

## Discografia

### Álbuns
- 1976 Starland Vocal Band
- 1977 Rear View Mirror
- 1978 Late Night Radio
- 1979 4 X 4
- 1980 Christmas At Home

### Singles
- 1976 "Afternoon Delight" / "California Day" (Windsong Records GB-10943)